# Động đất ngoài khơi Tokachi 1952
Động đất ngoài khơi Tokachi 1952 (1952年十勝沖地震) xảy ra vào lúc 10:22:41 (JST), ngày 4 tháng 3 năm 1952. Trận động đất có cường độ 8,1 Mw, tâm chấn ở độ sâu khoảng 45 km. Trận động đất đã làm 33 người chết, 287 người bị thương và 5 người mất tích.